# Rhaphidophora angustifrons
Rhaphidophora angustifrons är en insektsart som beskrevs av Lucien Chopard 1940. Rhaphidophora angustifrons ingår i släktet Rhaphidophora och familjen grottvårtbitare. Inga underarter finns listade i Catalogue of Life.